# طريق أجدابيا-الكفرة
طريق أجدابيا-الكفرة هو طريق معبد في ليبيا طوله حوالي 864 كم من مدينة أجدابيا إلى واحة الكفرة. يعتبر أساسياً في حركة النقل إلى كل من أوجلة، وإجخرة، و جالو، وواحات الكفرة، ومنها.
بعض أجزاء الطريق في حالة سيئة. في الجزء الممتد من جالو إلى الكفرة (طوله حوالي 584 كم) لا يوجد أي تجمع سكاني مهم على مدى الطريق .
الجزء أجدابيا-جالو تم تعبيده بين السنوات 1973-1975.
الجزء جالو-الكفرة تم تعبيده بين السنوات 1976-1980.
ولم يتم تعبيد الطريق مرة أخرى إلى لان .